# La Roche-Vanneau
La Roche-Vanneau és un municipi francès, situat al departament de la Costa d'Or i a la regió de Borgonya - Franc Comtat. L'any 2007 tenia 133 habitants.

## Demografia

### Població
El 2007 la població de fet de La Roche-Vanneau era de 133 persones. Hi havia 56 famílies, de les quals 16 eren unipersonals (4 homes vivint sols i 12 dones vivint soles), 8 parelles sense fills, 20 parelles amb fills i 12 famílies monoparentals amb fills.
La població ha evolucionat segons el següent gràfic:
Habitants censats

### Habitatges
El 2007 hi havia 73 habitatges, 56 eren l'habitatge principal de la família, 10 eren segones residències i 6 estaven desocupats. Tots els 71 habitatges eren cases. Dels 56 habitatges principals, 52 estaven ocupats pels seus propietaris, 2 estaven llogats i ocupats pels llogaters i 2 estaven cedits a títol gratuït; 1 tenia una cambra, 3 en tenien dues, 4 en tenien tres, 19 en tenien quatre i 29 en tenien cinc o més. 42 habitatges disposaven pel capbaix d'una plaça de pàrquing. A 22 habitatges hi havia un automòbil i a 28 n'hi havia dos o més.

### Piràmide de població
La piràmide de població per edats i sexe el 2009 era:
| Homes | Edats   | Dones |
| ----- | ------- | ----- |
| 0     | 95 o +  | 0     |
| 0     | 90 a 94 | 0     |
| 0     | 85 a 89 | 0     |
| 0     | 80 a 84 | 4     |
| 4     | 75 a 79 | 0     |
| 0     | 70 a 74 | 12    |
| 12    | 65 a 69 | 0     |
| 8     | 60 a 64 | 8     |
| 0     | 55 a 59 | 4     |
| 0     | 50 a 54 | 4     |
| 4     | 45 a 49 | 0     |
| 12    | 40 a 44 | 0     |
| 0     | 35 a 39 | 8     |
| 0     | 30 a 34 | 8     |
| 0     | 25 a 29 | 0     |
| 0     | 20 a 24 | 0     |
| 12    | 15 a 19 | 0     |
| 8     | 10 a 14 | 4     |
| 4     | 5 a 9   | 0     |
| 0     | 0 a 4   | 4     |

## Economia
El 2007 la població en edat de treballar era de 78 persones, 61 eren actives i 17 eren inactives. De les 61 persones actives 53 estaven ocupades (24 homes i 29 dones) i 8 estaven aturades (4 homes i 4 dones). De les 17 persones inactives 5 estaven jubilades, 10 estaven estudiant i 2 estaven classificades com a «altres inactius».

### Ingressos
El 2009 a La Roche-Vanneau hi havia 62 unitats fiscals que integraven 149 persones, la mediana anual d'ingressos fiscals per persona era de 14.837 €.

### Activitats econòmiques
Dels 3 establiments que hi havia el 2007, 1 era d'una empresa de fabricació de material elèctric, 1 d'una entitat de l'administració pública i 1 d'una empresa classificada com a «altres activitats de serveis».
L'any 2000 a La Roche-Vanneau hi havia 9 explotacions agrícoles que ocupaven un total de 1.075 hectàrees.

## Poblacions més properes
El següent diagrama mostra les poblacions més properes.